# Jurovo
Jurovo je naselje u Republici Hrvatskoj, u sastavu Općine Žakanje, Karlovačka županija. Nalazi se uz samu državnu granicu s Republikom Slovenijom, a od Slovenije ga dijeli rijeka Kupu. Uz Kupu je uređeno kupalište koje ljeti posjećuju ljudi iz ovog kraja, pa i šire. U Jurovu se nalazi i vatrogasni dom DVD-a Jurovo koje je osnovano 1951. 

## Stanovništvo
Prema popisu stanovništva iz 2001. godine, naselje je imalo 91 stanovnika te 33 obiteljskih kućanstava. Stanovnici se bave stočarstvom i ratarstvom, no iz godine u godinu sve ih se manje bavi tom djelatnošću. Većina su zaposlenici u nekom poduzeću.

| broj stanovnika | 90    | 132   | 119   | 128   | 134   | 103   | 127   | 127   | 126   | 127   | 116   | 130   | 105   | 139   | 91    | 84    | 87    |
|                 | 1857. | 1869. | 1880. | 1890. | 1900. | 1910. | 1921. | 1931. | 1948. | 1953. | 1961. | 1971. | 1981. | 1991. | 2001. | 2011. | 2021. |